# Bojagi
Bojagi (kor. 보자기, Hanja 褓, rev. bojagi, MR pojagi, manchmal abgekürzt als kor. 보, rev. bo, MR po) sind traditionelle koreanische Einschlagtücher. Diese sind üblicherweise quadratisch und können aus verschiedenen Materialien hergestellt werden, wobei insbesondere Seide und Ramie häufig genutzt werden. Bestickte Bojagi werden als subo bezeichnet, in Patchworktechnik oder aus Stoffresten hergestellte Bojagi als chogak bo.
Bojagi werden unterschiedlich genutzt, unter anderem als Geschenkverpackung, bei Hochzeiten und buddhistischen Zeremonien. In der jüngeren Zeit werden sie als traditionelles Kunsthandwerk geschätzt und werden in Museen ausgestellt oder modern neu interpretiert.

## Geschichte
Im traditionellen koreanischen Volksglauben glaubte man wohl schon früh, dass es Glück bringt, wenn etwas eingewickelt wird. Die früheste Nutzung solcher Verpackungen geht wohl auf die Zeit der Drei Reiche von Korea zurück, es sind allerdings keine Objekte aus dieser Zeit erhalten. Das älteste bekannte Tuch wurde im 11. Jahrhundert gefertigt und gehörte dem buddhistischen Mönch Uicheon (1055–1101). Es diente ursprünglich als Tischdecke.
Die ersten in größerer Zahl erhaltenen Objekte stammen aus der frühen Joseon-Zeit (1392–1910) und wurden in Buddhistischen Kontexten genutzt, zum Beispiel als Tischtücher oder Bedeckungen von Sutras. Die Stoffe wurden vor allem zu besonderen Anlässen hergestellt, beispielsweise zu Hochzeiten oder Verlobungen. Hier wurde die Verwendung eines neuen Tuchs als individuelle Sorge des Gebenden für die so verpackten Gegenstände und die Annehmenden verstanden. Bei königlichen Hochzeiten konnten bis zu 1 650 Bojagi hergestellt werden.
Die Nutzung im Alltag ging in den 1950ern zurück und die Stoffe wurden in Korea bis in die späten 1960er nicht als Kunsthandwerk wahrgenommen. Seit den 1980ern finden Ausstellungen sowohl in Korea als auch anderen Ländern statt, die die Bedeutung von Bojagi betonen. 1997 wurden insgesamt vier Briefmarken, die Bojagi zeigen, in der „Koreanische Schönheiten“-Reihe veröffentlicht.

## Beschreibung
Traditionelle Bojagi sind quadratisch und variieren in Größe von einem p'ok Breite (ca. 35 cm) für kleinere Gegenstände bis zehn p'ok für große Objekte, wie etwa Bettzeug. Herstellungsmaterialien schließen Seide, Baumwolle, Ramie und Hanf ein; Rot, Lila, Blau, Grün, Gelb, Pink und dunkle Blautöne, Weiß oder Schwarz werden als Farben genutzt. Bojagi waren gegebenenfalls gefüttert, konnten aber auch ungefüttert, ausgepolstert oder gequiltet sein. Gelegentlich wurden Bojagi zusätzlich mit Malerei, dünnem Goldblech, Stickerei oder Patchwork verziert.

## Königliche bojagi (kung-bo)

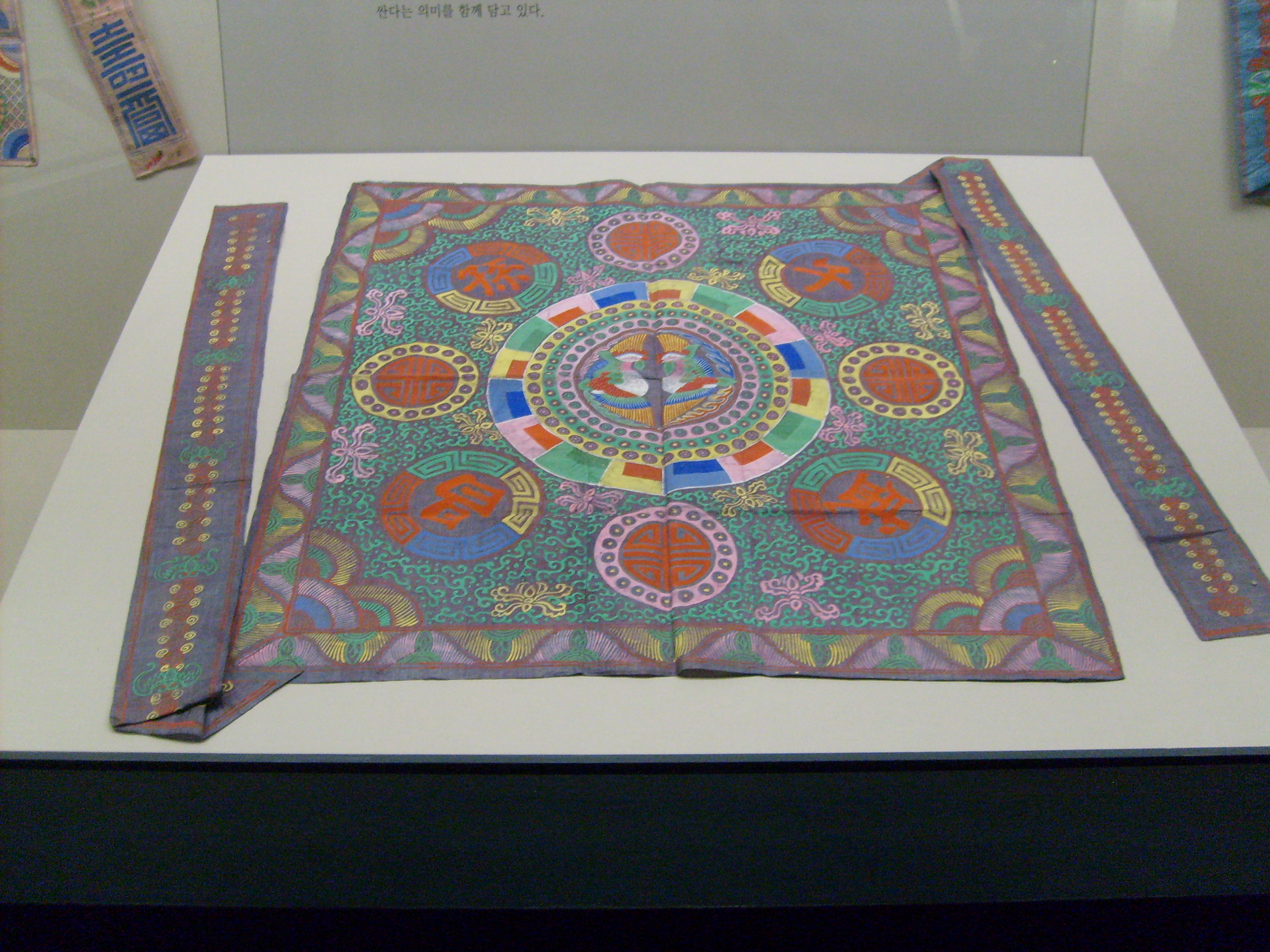
Königliches Bojagi, nicht in Patchworktechnik gefertigt

Königliche Einschlagtücher werden als kung-bo (kor. 궁보, rev. kungbo, MR kungbo) bezeichnet. Solche kung-bo wurden aus einem einzigen Stück Stoff gefertigt. Obwohl sie nicht signiert sind, wurden kung-bo von bekannten Künstlern und Malern des Hofamts hergestellt und unterscheiden sich so von den sogenannten min-bo-Bojagi, die von unbekannten, anonymen Künstlern geschaffen wurden. Für den Joseon-Königshof wurde heimischer Stoff in dunklem pink bis lila bevorzugt. Diese Stoffe sind oft mit gemalten Motiven verziert, wie z. B. Drachen.
Im Gegensatz zu den immer wieder neu benutzten nicht-königlichen Bojagi wurden im Hofkontext für besondere Anlässe, wie z. B. Geburtstage im Königshaus und Neujahr, hunderte neue Bojagi in Auftrag gegeben. Die Namen der Frauen, die am Hof angestellt waren, um Bojagi für konkrete königliche Rituale (z. B. Hochzeitszeremonien) herzustellen, wurden in die offiziellen Hofprotokolle Ŭigwe (Königliche Protokolle) aufgenommen. Einige Stickerinnen tauchen namentlich mehrfach in diesen Aufzeichnungen auf, was auf die Wertschätzung dieser Fähigkeiten hinweist. Im 18. Jahrhundert waren die Löhne der Stickerinnen vergleichbar mit denen männlicher Künstler.

## Bojagi für den allgemeinen Gebrauch (min-booderchogak-bo)

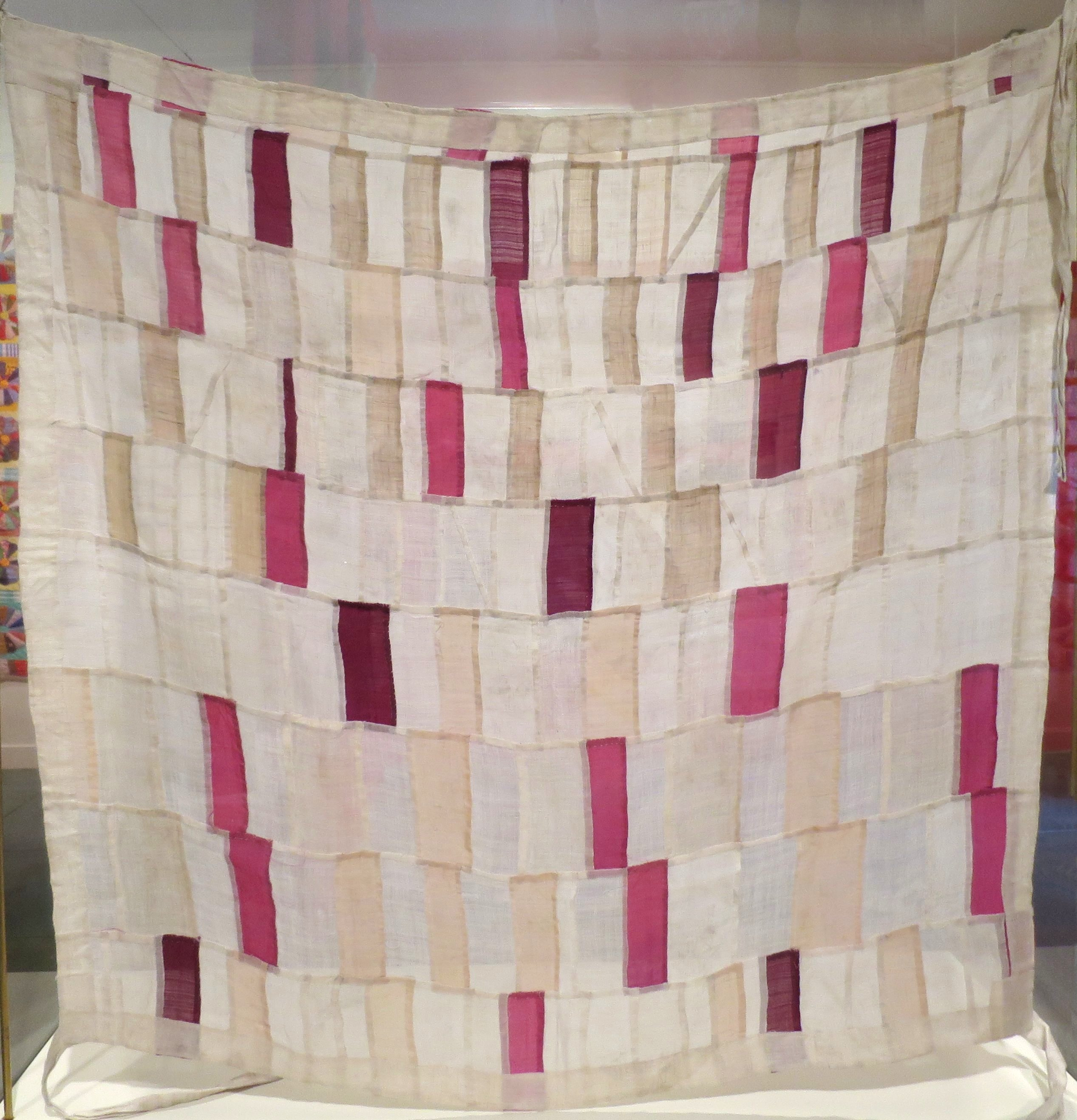
Bojagi aus der Sammlung des Honolulu Museum of Art

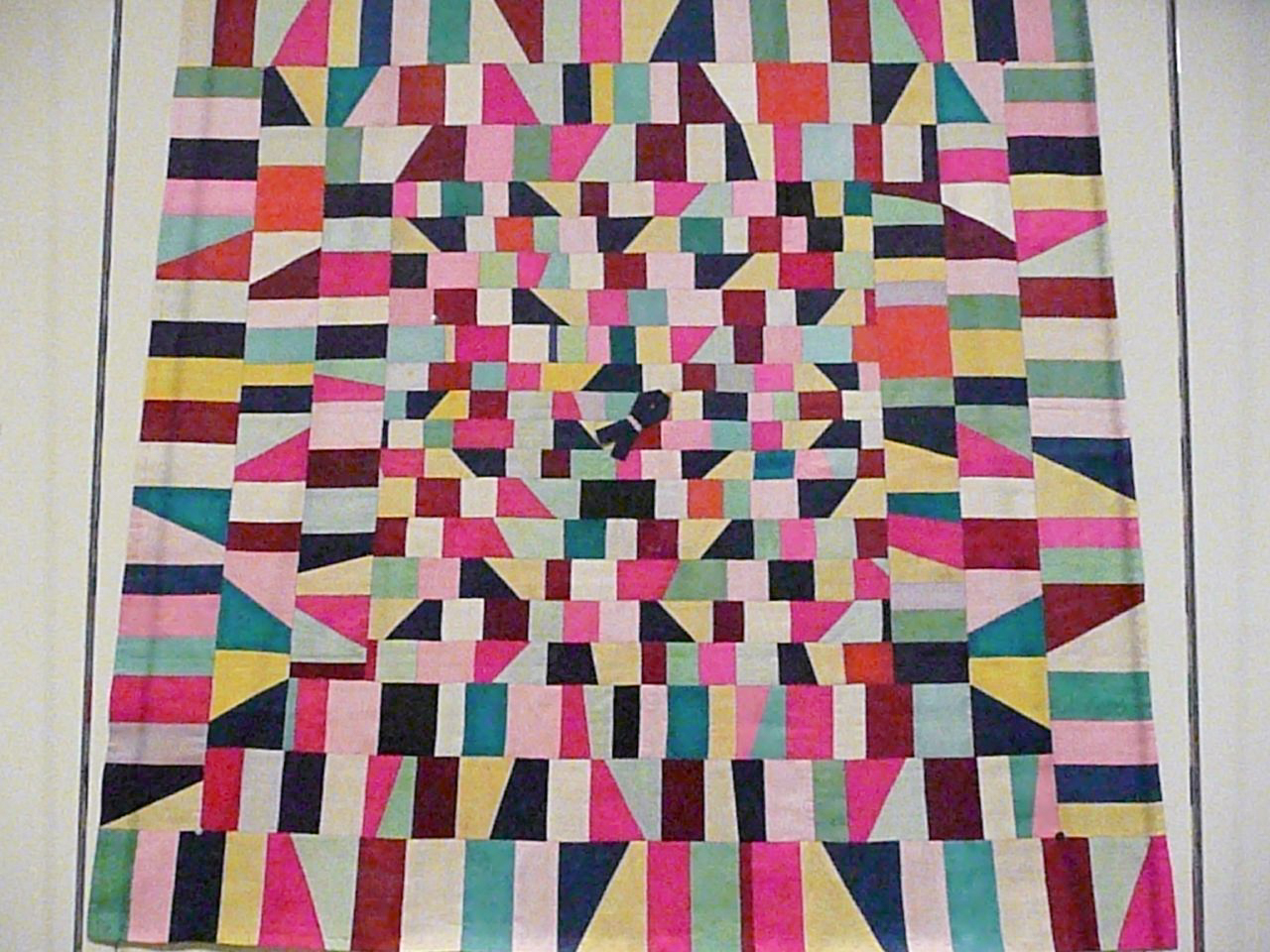
Seidenes Patchwork-Bojagi aus der Sammlung des Asian Art Museum of San Francisco

Min-bo (kor. 민보, rev. minbo, MR minbo) oder chogak-bo (kor. 조각보, rev. jogakbo, MR chogakpo) sind Patchwork-Bojagi, die von Nichtadeligen hergestellt wurden. Im Gegensatz zu königlichen kung-bo, die nicht in Patchworktechnik hergestellt wurden, wurden diese Stoffe aus kleineren Segmenten (chogak) gefertigt. Die Stoffstücke waren Reste anderer Näharbeiten, zum Beispiel von dem Zuschnitt traditioneller Hanbok.
Für koreanische Frauen kam den Tugenden der Geduld und Sparsamkeit in der Erziehung eine wichtige Rolle zu; sie waren es, die kleine Stoffstücke in Gruppen, nach Material, Form, Farbe und Gewicht, sortierten. Dieser Prozess gab Frauen der Joseon-Zeit aber auch die Gelegenheit, kreativ zu arbeiten, wobei das Nähen mit dem Kopieren von Sutras verglichen werden kann. Hersteller dieser Patchwork-Bojagi versteckten die Nähte nicht und möglicherweise gab es den Glauben daran, dass mit jedem zusätzlichen Stich und Stoffstück Glück (pok) angesammelt werden konnte. Sowohl symmetrische als auch unsymmetrische, fast zufällig wirkende Muster wurden gefertigt, wobei der persönliche Geschmack der Herstellenden wohl ausschlaggebend für die Wahl des Stils war.

### Zur Bedeckung von Speisen
Chogak bo sind insbesondere zur Bedeckung von Speisen genutzt worden. Noch erhaltene Stücke ab Mitte des 19. bis Anfang des 20. Jahrhunderts weisen in der Mitte des Stoffquadrats oft eine kleine Schlaufe auf, mit der das Tuch von Speisen abgehoben werden konnte. Bojagi, die in der Größe eines Tischs hergestellt wurden, hatten häufig Bänder an ihren Ecken, mit welchen sie am Tisch selbst befestigt werden konnten. Damit wurden auch am Tisch befindliche Objekte festgemacht, wenn der Tisch bewegt wurde.
Verschiedene Bojagi wurden für unterschiedliche Speisen und Jahreszeiten genutzt. Während im Sommer leichte Stoffe die Luftzirkulation unterstützten, wurden Bojagi im Winter ausgepolstert und gefüttert, um Essen warm zu halten. Damit die Bojagi nicht durch Speisen verunreinigt wurden, war die Innenseite oft mit geöltem Papier verstärkt.

### Als Tragetücher
Bojagi wurden auch zum Transport genutzt, als Abdeckung oder um Dinge in der Lagerung zusammenzuhalten. Zum Beispiel wurde so eine Art Rucksack geschnürt, wobei das Tuch so gewickelt und gebunden wurde, dass Gegenstände sicher auf dem Rücken transportiert werden konnten.

### Bestickte Bojagi
Bestickte Bojagi, subo (kor. 수보, rev. subo, MR supo), stellten eine eigene Form dekorierten Tuchs dar; das Präfix su weist auf die Machart hin und bedeutet Stickerei. Häufig wurden stilisierte Bäume dargestellt, die von einfachen Formen bis detaillierten Abbildungen von Blumen, Früchten, Vögeln, Drachen, Wolken und Glückssymbolen variieren konnten. Letztere symbolisierten die Treue und den Schutz des Bräutigams gegenüber seiner Frau. Wolken sind besonders stark mit freudigen Anlässen wie Verlobungen und Hochzeiten assoziiert und wurden genutzt, um Geschenke wie die der Familie des Bräutigams an die Braut oder die hölzernen Hochzeitsgänse zu verpacken.
Die Stickerei wurde in gesponnenem Faden auf Baumwolle oder Seide ausgeführt. Danach wurde der Stoff des subo gefüttert und möglicherweise auch gepolstert. Die Brautmütter der Joseonzeit stellten häufig zahlreiche Bojagi für ihre Töchter, die diese mit in ihr neues Zuhause nahmen. Da von diesen Bojagi viele in makellosem Zustand erhalten sind, scheinen sie nicht benutzt worden zu sein, sondern als Zeichen von Zuneigung und Glückwünschen gedient haben.

#### Romantische Assoziationen
Kirogi po, Einschlagtücher für Hochzeitsgänse, wurden in traditionellen koreanischen Hochzeitszeremonien benutzt. Als Symbol für die Treue des Bräutigams gab er eine Holzgans an die Familie der Braut. Zusätzlich zu Futter und Polsterung waren kirogi po häufig mit regenbogenfarbenen Fäden verziert, die Reishalme und damit die Wünsche der Familie für Fülle im Eheleben repräsentierten; daneben treten häufig Bäume, Blumen, Früchte, Schmetterlinge und Vögel und symbolisieren Wohlstand, Ehre, Glück und Freude.

## Sammlungen und Ausstellungen

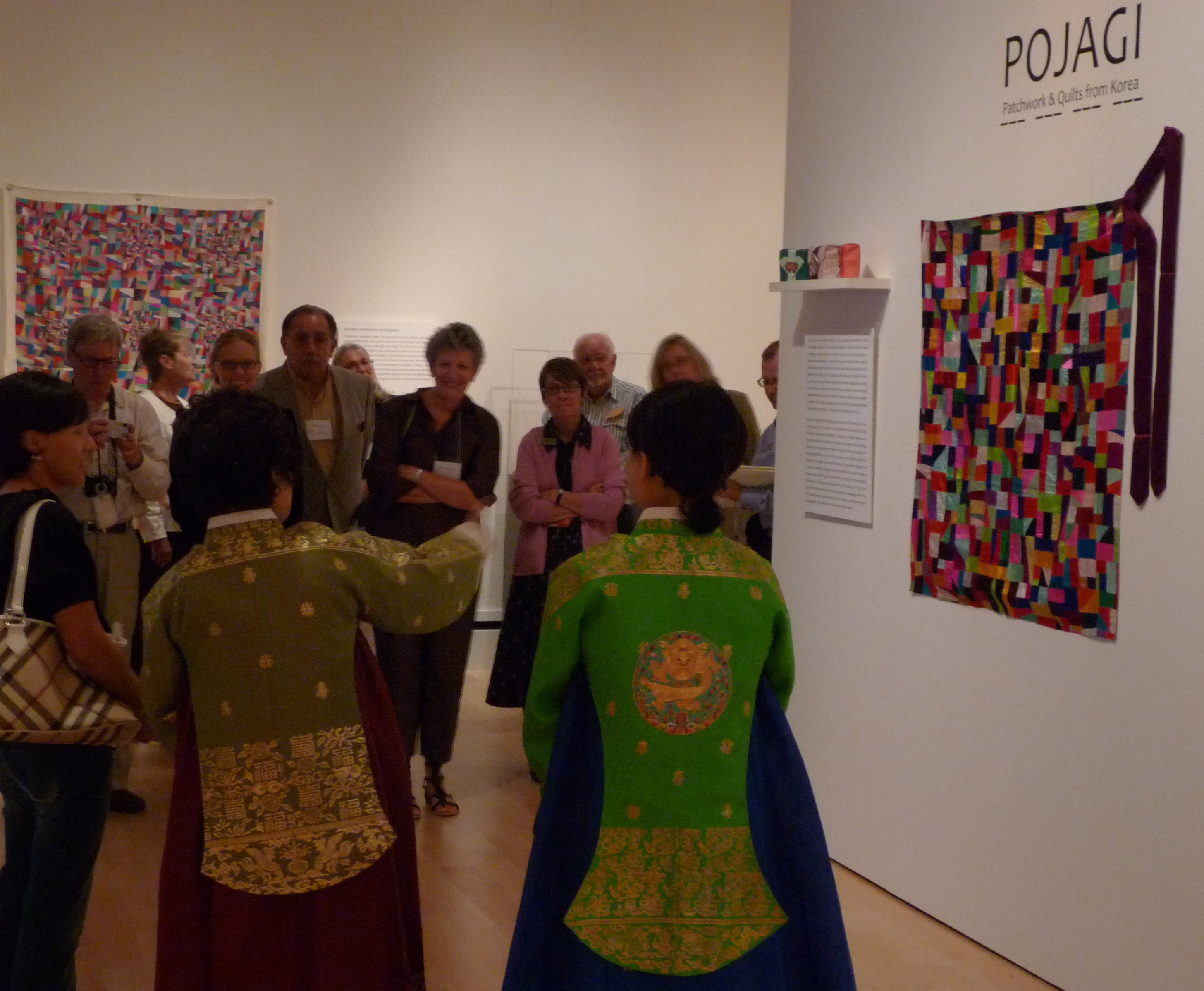
Bojagi-Ausstellung (2008) im International Quilt Study Center & Museum

Das Seoul Museum of Craft Art befindet sich auf dem ursprünglichen Standort der königlichen Handarbeitswerkstätten der Joseon-Dynastie, wo Hofdamen Textilien für den täglichen Gebrauch am Hof herstellten. Das Museum wurde 2021 eröffnet und verfolgt ein Konzept, in dem modernes und traditionelles Kunsthandwerk gemeinsam präsentiert werden können. Die Sammlung des Museum geht zum Teil auf das mittlerweile aufgelöste Museum für koreanische Stickerei in Seoul zurück. Das Museum war eine Gründung des Ehepaars Huh Dong-hwa (허동화; 1926–2018) und Park Young-suk (박영숙; geboren 1932) und verfolgte das Ziel, koreanische Stickerei als Kunsthandwerk zu bewahren sowie die Öffentlichkeit über seine künstlerische und historische Bedeutung zu informieren. Die Sammlung wurde international bekannt durch etwa sechzig Ausstellungen in insgesamt elf Ländern. Im April 2018 haben Huh und Park den größten Teil ihrer Sammlung dem Museum für Kunsthandwerk in Seoul geschenkt.
Insgesamt 133 königliche Bojagi befinden sich auch in der Sammlung des Deoksugung-Palast. Diese Bojagi stammen aus der Produktion der königlichen Werkstätten und waren für den täglichen Gebrauch am Hof bestimmt. Diese Stoffe finden sich auf verschiedenen Inventarlisten des Palastes.
Auch Museen außerhalb Koreas sammeln und zeigen Bojagi, beispielsweise in Kyoto, London, San Francisco und Los Angeles.

## Moderne Bezugnahme
Der Patchworkstil von chogak-bo hat auch Designer wie Lee Chunghie und Karl Lagerfeld inspiriert. Zudem arbeiten japanische Sticker in dem Stil. Über Stoff hinaus wurden solche Muster auch in anderen Medien umgesetzt; beispielsweise greift die Fassade des Flagshipstore des französischen Juweliers Cartier in Cheongdam-dong die Optik des Patchworkstoffs auf.
Die Muster in chogak-bo wurden aufgrund ihrer visuellen Ähnlichkeit auch mit den Werken von Paul Klee und Piet Mondrian verglichen.

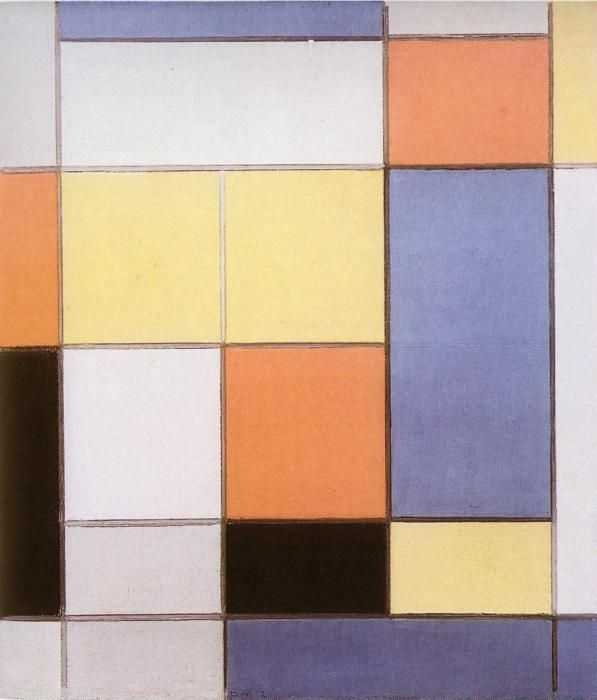
Komposition in Piet Mondrians Werk – Vergleich der Verwendung von Quadraten und Farben in dessen Werk mit Bojagi